# Вулиця Подільська (Хмельницький)
Ву́лиця Поді́льська в місті Хмельницькому розташована у центральній частині міста, пролягає від низини р. Плоскої (вул. Шестакова) до цехів меблевої фабрики та Хмельницької кондитерської фабрики (Старокостянтинівське шосе)

## Історія

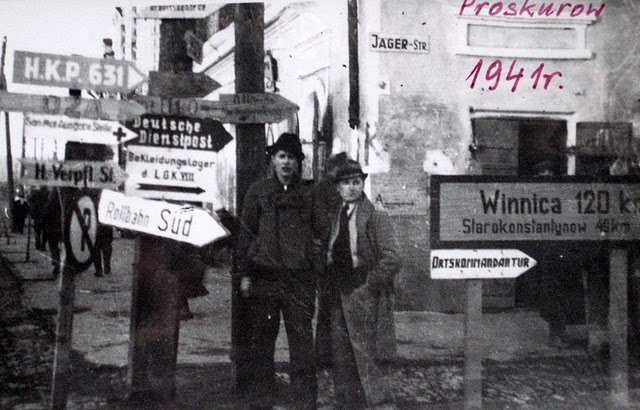
Окупований Проскурів (перехрестя вулиць Кам'янецької та Подільської)

Ближня до центру частина вулиці прокладена згідно з планом забудови міста від 1824 р., друга половина (від вул. Свободи) прокладена після 1888 р. Перша назва вулиці — Купецька. У 1921 р. вулиці надали ім'я Карла Маркса. З 1941 по 1944 місто було окуповане німецькими військами і вулиця в цей час носила назву нім. Jager Straße. Після звільнення міста від загарбників повернулась довоєнна назва — Карла Маркса. В 1991 р. перейменували на Подільську.
Найвизначнішою спорудою вулиці можна вважати будівлю колишньої пожежної команди (т. зв. «каланча»), спорудженої у 1954 р. — нині кінотеатр «Планета» (Подільська,39). Її силует своїми формами нагадує давні ратуші та став одним з архітектурних символів Хмельницького. У 2004 р. на вежі «каланчі» було встановлено музичний годинник.
На вулиці розташована міська поліклініка № 1, де працювала почесний громадянин Хмельницького Дагмара Царькова.

## Висотні будинки вулиці Подільська
- Подільська, 25. 16-поверховий будинок з магазином «Книжковий Світ» у місті Хмельницький. Збудований у 1978 році за 24 дні.

- Подільська, 58 «Октант». 16-поверховий будинок-довгобуд. Будівництво розпочалось у 2006-му та триває більше 10 років.

### Проєкти
- Подільська, 123. ЖК «Grand Palace».

В планах забудови кварталу є також проєкт будівництва 18-поверхового будинку на розі вулиць Подільської та Свободи. Наразі проводиться відселення мешканців та знесення хат.

## Галерея

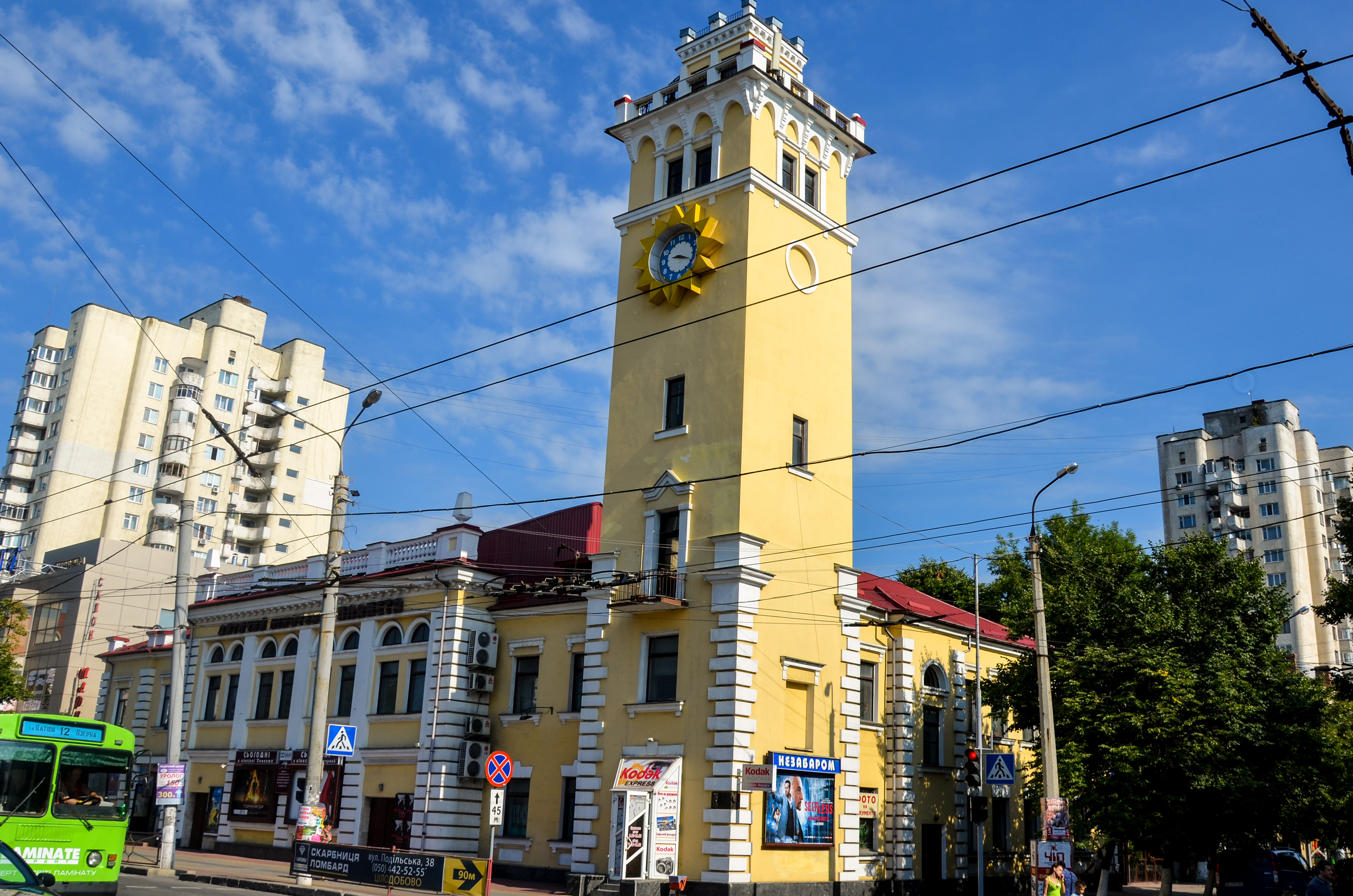
Колишнє пожежне депо — нині кінотеатр «Планета»
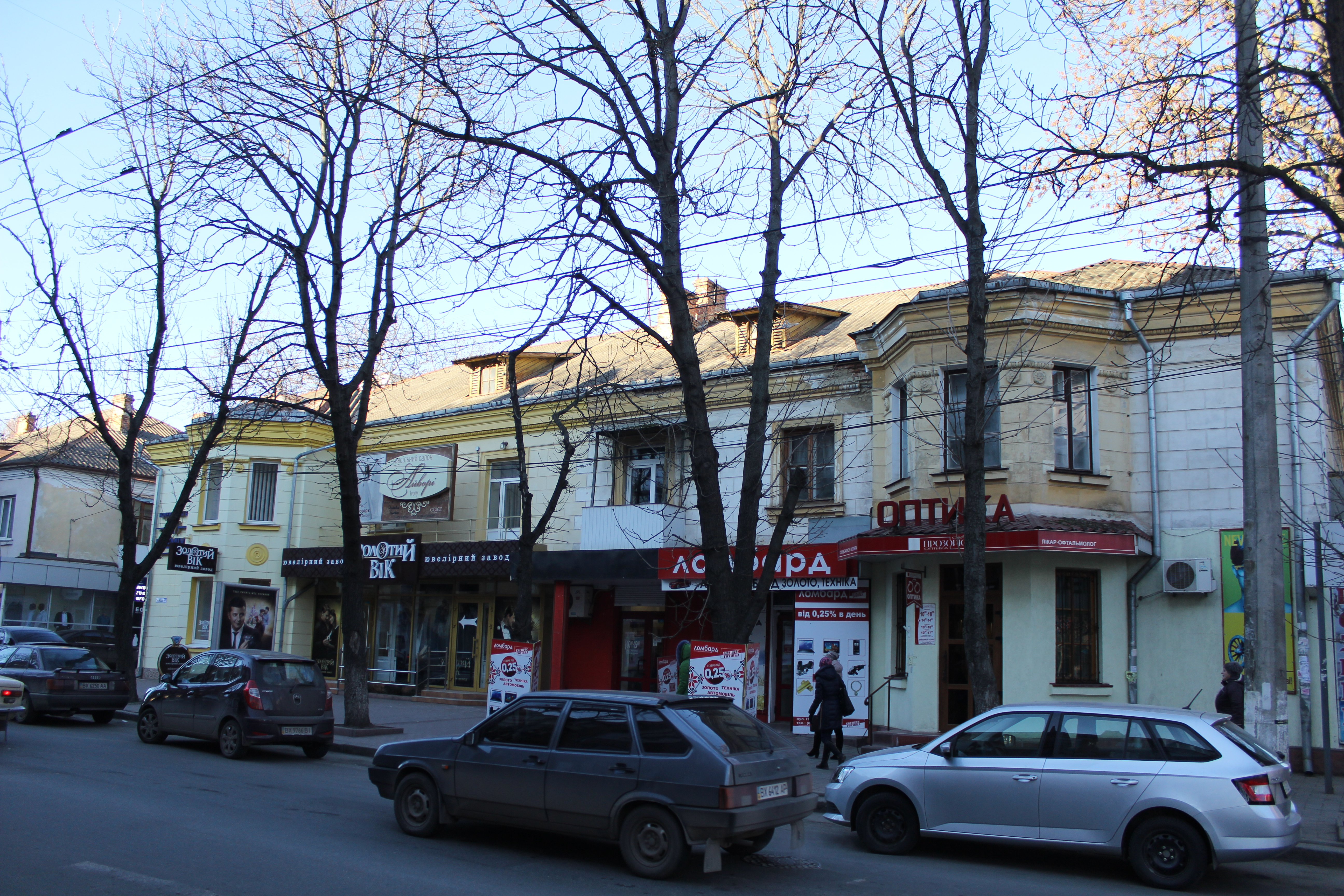
Подільська, 61
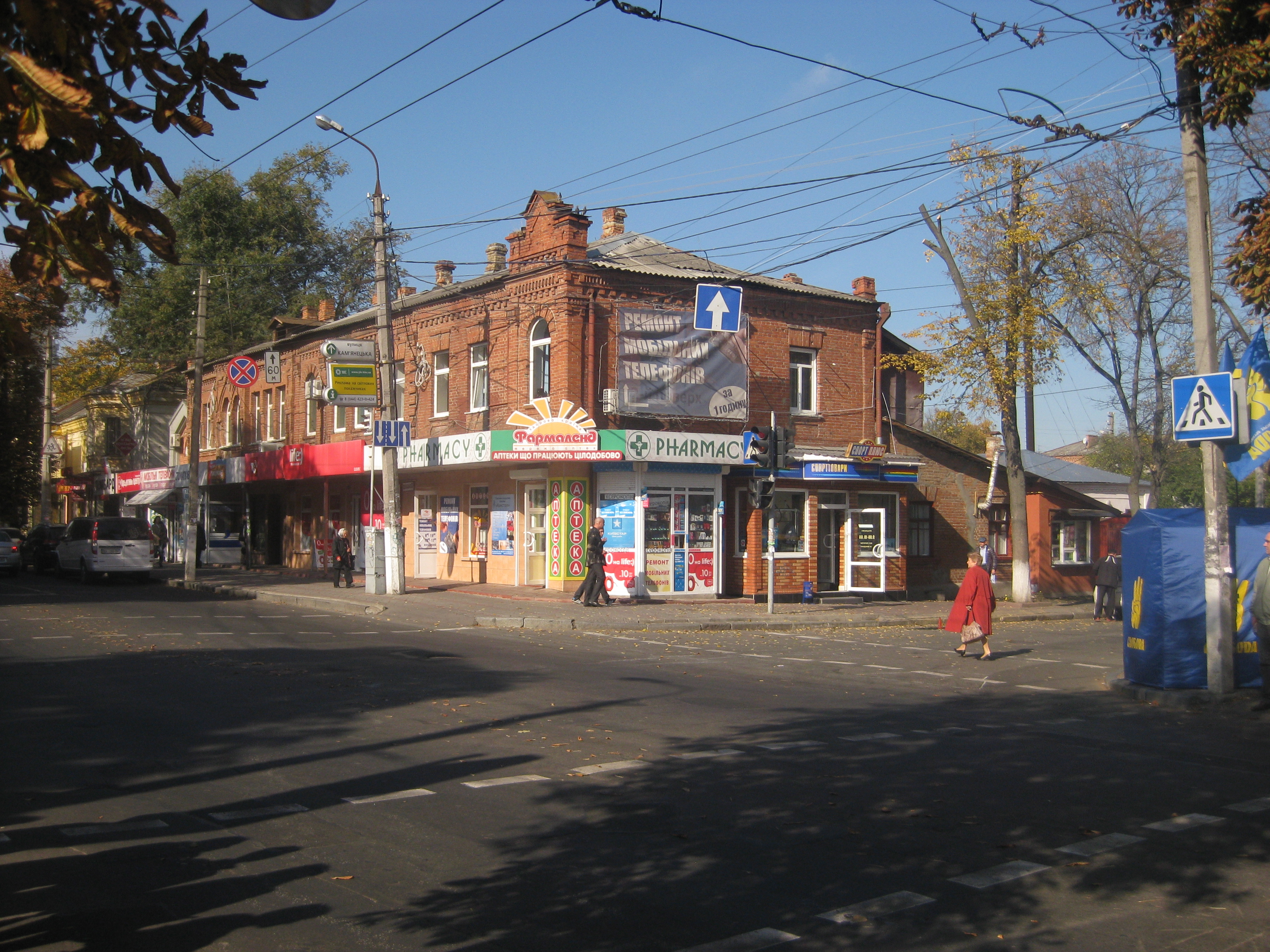
Подільська, 63
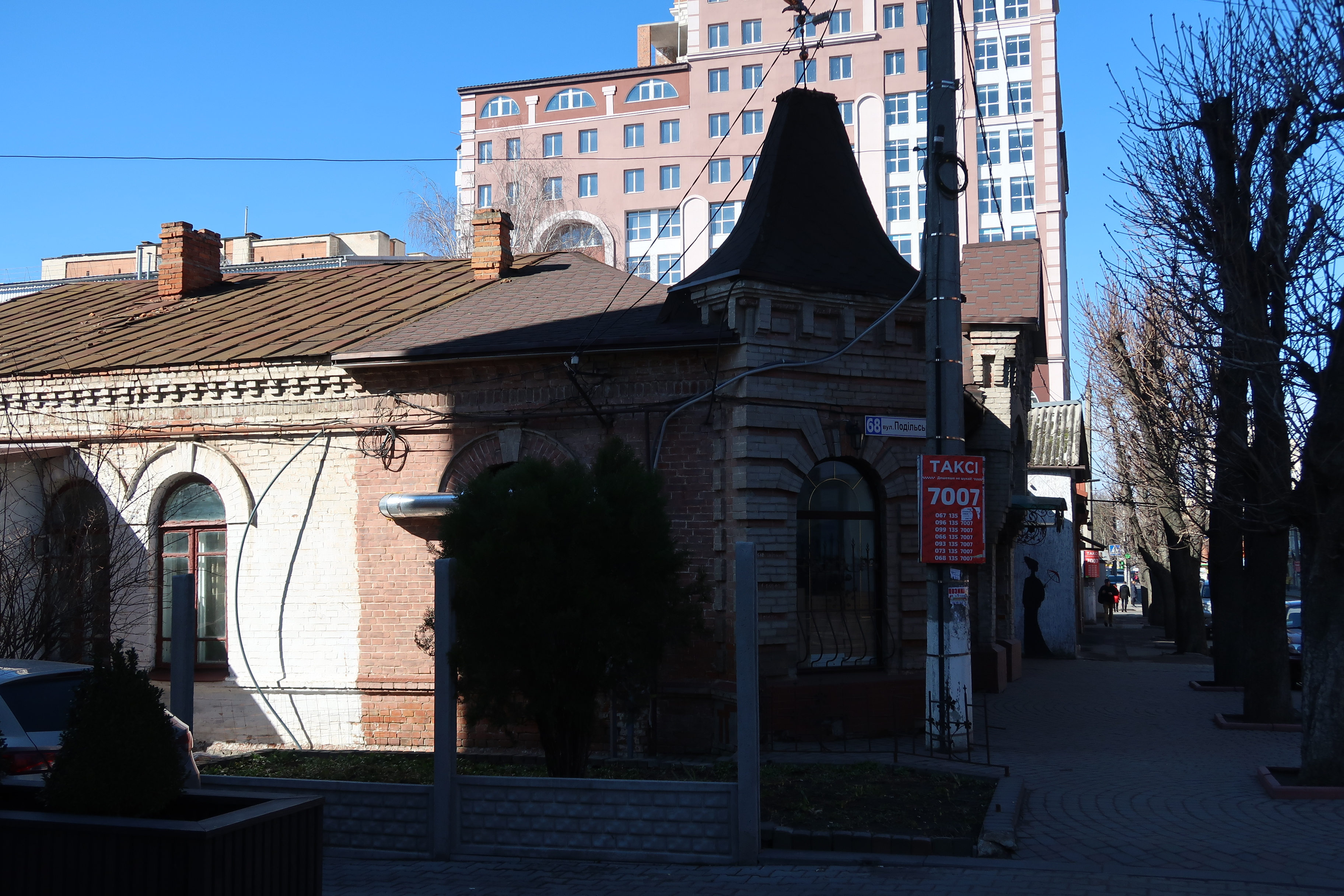
Подільська, 68
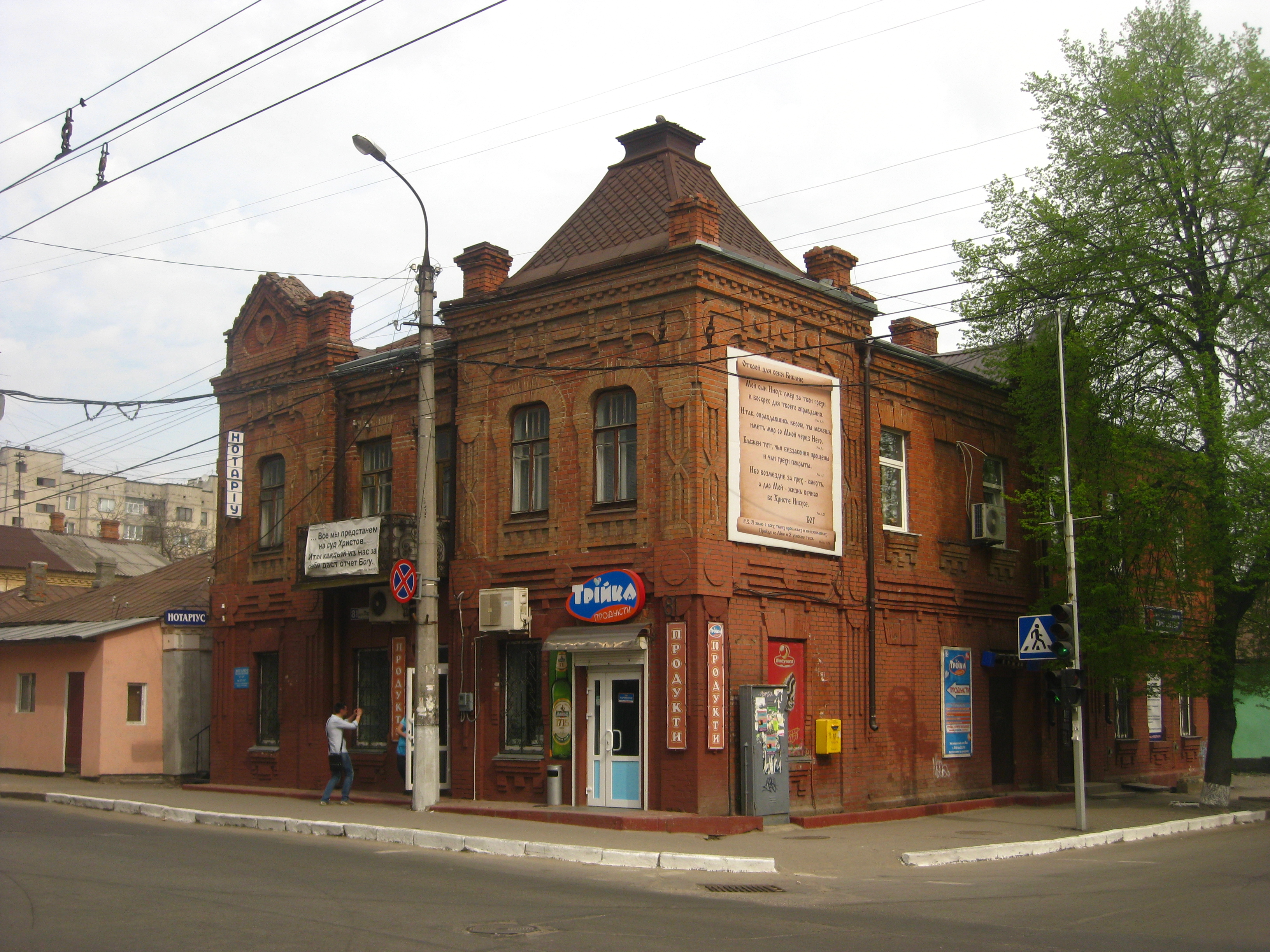
Подільська, 81
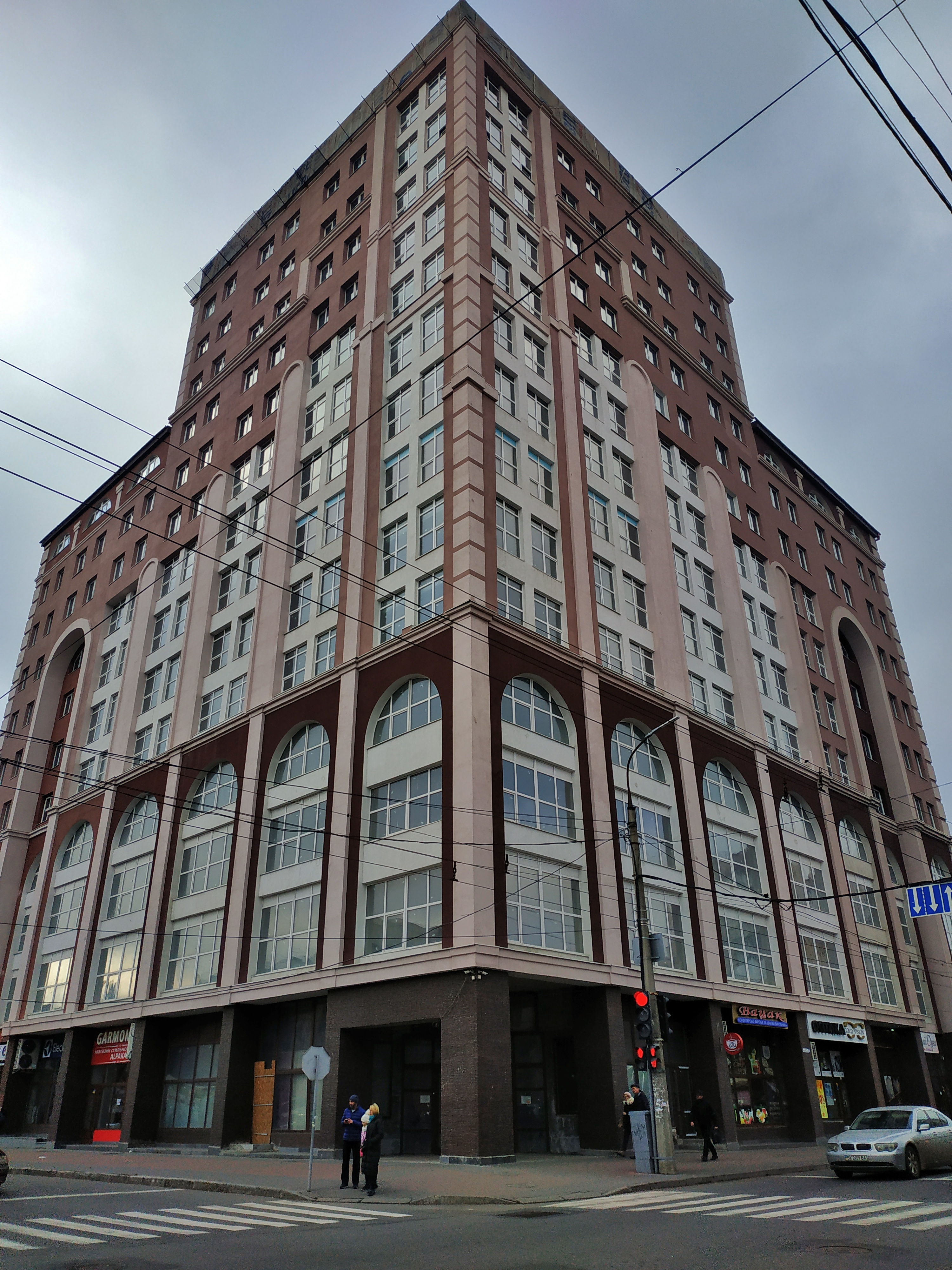
Новобудова